# Орлов, Марк Артурович
Марк Артурович Орлов (настоящая фамилия Шу́льман; 17 декабря 1918, Саратов — 17 июля 1983, Москва) — советский архитектор, специалист по архитектуре туристских зданий и комплексов.

## Биография
Марк Артурович Орлов (фамилия при рождении Шульман) родился 17 декабря 1918 года в Саратове в семье театрального актёра Артура Григорьевича Шульмана (сценический псевдоним Орлов; 1891—1956), впоследствии административного работника театров им. В. Э. Мейерхольда, им. К. С. Станиславского, Центрального детского театра; и оперной певицы (колоратурное сопрано) Эмили Марковны Орловой (урождённой Гринчук, 1900—1993), уроженки Одессы, под сценическим псевдонимом «Эмиль Маркова» выступавшей в театре Н. Н. Соловцова в Киеве (1917—1926), оперной студии В. И. Немировича-Данченко (с 1928 года), театра К. С. Станиславского и В. И. Немировича-Данченко (после их объединения в 1941 году и до 1952 года).
Детские годы провёл в Киеве, в 1931 году переехал с родителями в Москву, где отец был принят в Театр им. Вс. Мейерхольда, а мать в Музыкальный театр-студию В. И. Немировича-Данченко.
В 1938 году поступил в Московский архитектурный институт (МАрхИ), но учёбу прервала Великая Отечественная война. В 1942 году окончил Военно-инженерную академию. В звании старшего лейтенанта служил в инженерно-сапёрном батальоне. После окончания войны продолжил учёбу.
После окончания МАрхИ в 1947 году работал в Академии архитектуры СССР. В 1950-е годы был научным руководителем Хорезмской археологической экспедиции в Средней Азии.
С 1952 по 1961 год работал в институте «Моспроект». Занимал должность руководителя мастерской № 9, затем на протяжении четырёх лет был секретарём парткома института. Был в числе инициаторов выпуска газеты «Моспроектовец».
С 1961 года работал в МИТЭПе начальником отдела ГлавАПУ. С 1963 года — директор ЦНИИЭП торгово-бытовых зданий.
Под руководством М. А. Орлова «Моспроектом» было выпущено несколько сотен типовых, экспериментальных и индивидуальных проектов. В ЦНИИЭП торгово-бытовых зданий М. А. Орлов вместе со своим коллективом работал над созданием первого в стране туристского центра в Суздале. Руководил проектированием и разработкой ТЭО создания туристских центров в Новгороде, Ростове, Пскове, Калининской области, Армянской ССР, Узбекской ССР и других.
Член Союза архитекторов СССР с 1956 года. Председатель секции торгово-бытовых зданий Союза архитекторов, член комиссии по авторскому праву, член секции общественных зданий. Член правления Союза архитекторов. Член райкомов КПСС ряда районов, депутат райсоветов ряда районов Москвы.
Автор 9 научных статей и работ, а также около 50 докладов.
Умер 17 июля 1983 года.

## Основные работы
- Экспериментальный проект жилого дома с малометражными квартирами (Москва, ул. Новослободская, 1958) — участник проекта.
- Дом торговли и быта (Ульяновск).Городской торговый центр Ульяновска — Дом торговли и быта (1967) — автор проекта комплекса[9].
- Проектное задание комплекса предприятий туристского центра в Суздале (автор, совместно с арх. М. В. Посохиным и группой участников) — 1967.
- Проект главного туристского комплекса в туристическом центре Суздаля (1968, совместно с Ю. В. Ранинским, В. И. Косаржевским и другими). Гостиница на 400 мест, ресторан на 500 мест, мотель и кемпинг — 600 мест, станция технического обслуживания, администрация и др.)
- Проект гостиницы на территории Покровского монастыря в Суздале (1969) — автор.
- Комплекс Дома быта с Дворцом бракосочетания в городе Запорожье (1970) — автор.
- Проект ресторана «Русская деревня» — Владимир (1969) — автор.
- Крытый рынок в Тольятти (1970).
- Туристский комплекс в Дагомысе (Сочи) с многоэтажной гостиницей на 1500 мест, автогостиницей на 500 мест, мотелем на 300 мест, киноконцертным залом на 1000 мест и другими сооружениями. Принят для строительства югославскими фирмами, начало строительства (1975, совместно с Мординцевой Н. А. и Губаревичем О. К.)
- Проект экспериментального здания общежития из укрупнённых элементов в городе Раменское (1977) — автор с группой.
- Универмаг в Кишинёве[9] площадью 10500 м² (1975) — автор с группой.
- Универмаг в Нальчике (1970-е)[9]
- Схема туризма по городам России «Золотое кольцо»
- В 1966 году М. А. Орлов с архитекторами Мордвинцевой и Губаревичем разработали проект городского мотеля, признанного изобретением (Авт. свидетельство № 225.416 12/УI-1968 г.).
- В 1969 году М. А. Орлов разработал проекты подземных переходов с размещением в них торгово-бытовых предприятий (3 экспериментальных проекта для Москвы).

## Награды и звания
- Заслуженный архитектор РСФСР (1975)[2]
- Премия Совета Министров СССР (1976)[2]
- Государственная премия РСФСР (1978) — за архитектуру главного туристского комплекса в Суздале
- Орден Красной Звезды (1943)[8]
- Медаль «За победу над Германией в Великой Отечественной войне 1941—1945 гг.»[10]

## Публикации
- Орлов, Марк Артурович. Крупные торговые здания Швеции. Москва, 1971. УДК 711.552:725.21(-87)+725.21(-87)
- Орлов, Марк Артурович. Как выбрать оптимальный проект магазина. Москва. УДК 725.211.011
- М. А. Орлов, В. В. Вержбицкий, И. Р. Федосеева. Организация и размещение городской торговой сети — М. : Экономика, 1980. — 120. : ил. — Б. ц. ГРНТИ 67.25.19 УДК 711.552 658.6
- Орлов, Марк Артурович. Крупные туристские центры. М. : Стройиздат, 1983. — 159. : ил. — Библиогр.: с. 155—156 (65 назв.). — Б. ц. ГРНТИ 67.25.21 УДК 711.455